# Азербејџан
Азербејџан (азер. Azərbaycan), званично Република Азербејџан, држава је на граници између источне Европе југозападне Азије. Налази се на подручју Закавказја и излази на Каспијско језеро на истоку. Граничи се са Русијом на северу, Грузијом на северозападу, Јерменијом на западу и Ираном на југу. Азербејџану припада и ексклава Нахчиван која се граничи са Јерменијом на северу и истоку, на југу и западу са Ираном, док је на северозападу кратка граница са Турском.
Азербејџанска Демократска Република која је основана 1918. године, а већ 1920. инкорпорирана у састав Совјетског Савеза, је била прва демократска и секуларна република у исламском свету Након 71 године битисања у оквирима СССР, Азербејџан је 1991. обновио своју самосталност. Убрзо након стицања независности, у азерској покрајини Нагорно-Карабах, која је била насељена претежно Јерменима, дошло је до Првог рата за Нагорно-Карабах који је завршен са фактичком независношћу Републике Арцах. Након Другог рата за Нагорно-Карабах 2020. године, седам округа и делова Нагорно-Карабаха враћено је под контролу Азербејџана. Азербејџанска офанзива 2023. године довела је до укидања Републике Арцах.
Азери припадају групи туркијских народа и исламске су вероисповести (шиитски ислам). Азерски језик којим говори већина становништва и који је службени језик земље је члан туркијске језичне скупине (најпознатији члан ове скупине је турски језик). Азербејџан је једна од 6 независних туркијских држава и активни је члан Савета туркофоних држава и светурске културне организације ТЈУРКСОЈ. Држава има дипломатске односе са 158 земаља широм света и чланица је у 38 међународних организација. Један је и од оснивача организације ГУАМ и Организације за забрану хемијског наоружања. У децембру 1991. била је и међу оснивачима Заједнице независних држава. Азербејџан је и пуноправни члан у УН, ОЕБС, Савету Европе, НАТО програму Партнерство за мир и Покрету несврстаних. Има статус посматрача у СТО, а своју канцеларију у земљи има и Европска комисија ЕУ-а.
Према подацима Међународног монетарног фонда, Азербејџан је једна од најбољих земаља за пословање и најбогатија држава региона јужног Кавказа.

## Порекло имена
Термин Азербејџан (или тачније Азарбајџан, арап. آذربایجان) се појављује по први пут као арабизована форма персијског термина Āδarbāyagān. Термин је настао од речи Āturpātākān која потиче из мртвог средњоперсијског језика (јерм. Atrpatakan; грч. Άτροπατηνη; арам. Aδorbāyγān). Спада у категорије хоронима и етнонима који воде порекло од одређене личности која се сматра оцем одређене нације. У овом случају термин се односи на последњег ахеменидског сатрапа Медије Атропата (Āturpāt) који је 320. п. н. е. у северним деловима Медије основао независну државу под именом Атропатена (данашњи Ирански Азербејџан). Термин Āturpāt у буквалном преводу значи „онај који је заштићен светом ватром“. Када се именици Āturpāt дода ирански петроним -akān добије се назив Āturpātākān који се може превести као „Земља (свете) ватре“. Првобитно име земље „Мад и Атрупатакан“ (односно Атропатова Медија) се временом мењало, прво у Атурпатакан затим у Адарбаган (Ādharbādhagān) до данашњег термина Азербејџан.
Након што је Арапски калифат завладао Персијом током VII—VIII века топоним Āturpātākān је под утицајем арапског језика трансформисан у Азарбајџан (آذربایجان). Историјски гледано, тај топоним се односио искључиво на територију некадашње Атропатене (данашњи Ирански Азербејџан или Јужни Азербејџан). Арапски географи су у својим описима јасно раздвајали подручје Атропатене од Арана (данашњи Азербејџан) и Јерменије на северу. И почетком 20. века у светским енциклопедијама се термином Азербејџан означавала искључиво иранска провинција јужно од реке Аракс, док је подручје данашње Републике Азербејџан означавано као Руско источно Закавказје. Чак ни азерски аутори 19. век нису називали источни Кавказ Азербејџаном. Током 18. и 19. века овим појмом се означавала једино северозападна Персијска провинција јужно од Аракса. Мирза Бег је такође овим термином означава земљу јужно од реке Аракс.
Данашње име Азербејџан је настало под утицајем турске културе и први пут је употребљено 27. маја 1918. године на седници Транскавкаског сејма, када су муслимански чланови тражили успостављање Републике Азербејџан а себе прогласили Националним Саветом Азербејџана.

## Географија

### Положај
Азербејџан је највећа држава у региону јужног Кавказа и налази се на прелазу између југозападне Азије и источне Европе те се може сматрати Евроазијском земљом. Државна територија се простире између 38° и 42° северне географске ширине и 44° и 51° источне географске дужине на површини од 86.600 км². Простире се у правцу север југ у дужини од 400 km, а од запада ка истоку 500 km.
Укупна дужина међународних граница износи 2.648 km. На северу се граничи са Русијом (Дагестан - 390 km), на северозападу са Грузијом (480 km), на западу је Јерменија (1.007 km), на југу Иран (765 km) и на крајњем северозападу Нахичевана је међународна граница са Турском (15 km). На истоку Азербејџан излази на обале Каспијског језера, а дужина обалне линије је 850 km.
У физичко-географском смислу Азербејџан се може поделити на три целине:
- Каспијско приморје на истоку;
- Високе планине - Велики Кавказ на северу и северозападу, Мали Кавказ на западу, Талишке планине на југу;
- Низије - Курско-Араксинска у централном делу и Ленкоранска на југу земље.

### Геологија
Територија Азербејџана је смештена између крајњег источног сегмента Кавкаског дела алпске орогенезе и каспијске депресије на истоку. Северни делови земље који припадају мегаантиклинаријуму Великог Кавказа су изграђени од седимената из доба јуре, креде, палеогена и неогена. У том делу доминирају шкриљци и глине из периода јуре и позно јурски флиш. Идући ка југу старије наслаге се постепено замењују млађима вулканског типа. Централни делови су депресије прекривене моћним неогенским наслагама на чијем дну су формиране долине Куре и доњег Аракса.
У геолошкој грађи Малог Кавказа доминирају средњо-јурске вулканске стене те кречњаци позне креде, док се у северним деловима примећују и слојеви прекамбријских метаморфних стена, а приметне су и бројне гранитне интрузије из позног еоцена. Талишке планине које се налазе на крајњем југу (од Малог Кавказа одвојене попречном депресијом доњег Аракса) представљају систем маритимних палеогених набора са вулканском основом.
Као реликтни некадашње интензивне вулканске активности, на крајњим југоисточним обронцима Великог Кавказа, широм централне низије налази се преко 200 активних блатних вулкана. Сеизмичка активност целог региона је изразито висока.

### Рељеф
Рељефна слика Азербејџана је веома разноврсна и на њој доминирају два главна облика рељефа: низије и планине. Око 40% државне територије је планинског карактера, а просечна надморска висина износи око 400 м. Хипсометријски најнижа тачка је Каспијско море које се налази на 28 m испод нивоа светског мора, док је највиши врх Базардјузју (4.466 м) на крајњем северу. Тако је разлика између два хипсометријска екстрема чак 4.494 m.
Планински систем Азербејџана чине Велики и Мали Кавказ и Талишке планине. Велики Кавказ у Азербејџану представља крајњи југоисточни обод овог планинског ланца и простире се северним и североисточним делом земље. У Азербејџану је представљен преко два планинска ланца: јужни Базардјузју висине 4.466 м и севернији Шахдаг висине 4.243 м. Идући ка југоистоку надморска висина постепено опада на 1.000 – 700 m. Мали Кавказ се простире у западним и југозападним деловима земље и знатно је нижи и равнији. Главни планински ланци су Муровдаг, Зангезур и Шахдаг. Јужно од Муровдага се простире Карабашка вулканска висораван која се пружа ка југу све до долине реке Аракса. Овај део земље је обрастао бујним листопадним шумама. Талишке планине се налазе на крајњем југоистоку земље, уз границу са Ираном, и представљају прелаз од Малог Кавказа ка Елбрусу. Максимална висина ових планина износи 2.477 m.
Између високих планинских ланаца на северу, западу и југу, у централном делу земље сместила се пространа Курско-араксинска низија (највећа у Закавказју). Централни део низије прати токове Куре и Аракса и дели се на 5 мањих целина: Муганска, Миљска, Карабашка, Ширванска и Саљанска степа. Ленкоранска низија представља јужни продужетак централне низије у виду уског појаса ниског земљишта између Талиша и Каспијског језера. Северно од Абшеронског полуострва уз каспијску обалу према Дагестану пружа се Самурско-дивичинска низија. Већина ових низија, укључујући и Абшерон се налази на надморској висини нижој од нивоа светског мора (-28 м на обали).

### Воде
Река Кура је најзначајнија река Азербејџана која протиче средњим делом Републике Азербејџан. Извире у Грузијским планинама, а улива се у Каспијско море које има стратешки значај за Азербејџан, посебно због поморског саобраћаја, риболова и великих ресурсних налазишта нафте и плина.
Азербејџан излази на Каспијско језеро у дужини од око 400 km.

### Клима
Клима у Азербејџану је изразито континентална и сува, суптропска на југоистоку. Просечне температуре су 3,5 °C у јануару и 25 степени Целзијусових у јулу. Просечна количина падавина у равницама износи између 200 mm и 300 mm.

### Флора и фауна
Први извештаји о богатству и разноврсности животињског света у Азербејџану могу се наћи у путописним белешкама источњачких путника. Први подаци о флори и фауни Азербејџана прикупљени су током посета природњака Азербејџану у 17. веку.
У Азербејџану је забележено и класификовано 106 врста сисара, 97 врста риба, 363 врсте птица, 10 врста водоземаца и 52 врсте гмизаваца. Национална животиња Азербејџана је карабашки коњ, планинско-степски тркачки и јахаћи коњ ендем Азербејџана. Карабашки коњ има репутацију због добре нарави, брзине, елеганције и интелигенције. То је једна од најстаријих раса, чије порекло датира из античког света, али данас је коњ угрожена врста.
Флора Азербејџана се састоји од више од 4.500 врста виших биљака . Због јединствене климе у Азербејџану, флора је много богатија по броју врста од флоре других република Јужног Кавказа. У Азербејџану се може наћи 66 одсто врста које расту на целом Кавказу. Земља се налази у оквиру четири екорегиона: каспијске хирканске мешовите шуме, кавкаске мешовите шуме, источноанадолске планинске степе и азербејџанске пустиње и степе. Азербејџан је за 2018. имао средњу оцену индекса интегритета шумског пејзажа од 6,55/10, што га је рангирало на 72. место у свету од 172 земље.

## Историја

### Антика
Најранији докази насељавања људи на територији Азербејџана датирају из касног каменог доба и везани су за Гуручајску културу пећине Азих.
Рана насеља на територији Азербејџана су била скитсеке насеобине, током 9. века пре нове ере. Након Скита, ирански Медијци су завладали подручјем јужно од реке Арас. Медији су изградили огромно царство између 900. и 700. године пре нове ере, која је интегрисана у Ахеменидско царство око 550. године пре нове ере. Ову област су освојили Ахемениди што је довело до ширења зороастризма.

### Од Сасанидског периода до Сафавидског периода
Сасанидско царство је претворило Кавкаску Албанију у вазалну државу 252. године, док је краљ Урнаир званично прихватио хришћанство као државну религију у 4. веку. Упркос сасанидској владавини, Албанија је остала ентитет у региону до 9. века, док је у потпуности била подређена Сасанидском Ирану и задржала своју монархију. Упркос томе што је био један од главних вазала сасанидског цара, албански краљ је имао само привид ауторитета, а сасанидски марзбан (војни гувернер) имао је већину цивилне, верске и војне власти.
У првој половини 7. века, Кавкаска Албанија је, као вазал Сасанида, дошла под номиналну муслиманску власт као последица муслиманског освајања Персије. Омајадски калифат зауставио је продирање Сасанида и Византинаца са Јужног Кавказа и претворио кавкаску Албанију у вазалну државу након што је хришћански отпор предвођен краљем Јаванширом угушен 667. Вакум који је оставио пад Абасидског калифата попуниле су бројне локалне династије као што су Салариди, Сајиди и Шададиди. Почетком 11. века територију су постепено заузели таласи Турака Огуза из централне Азије, који су у то време прихватили туркомански етноним. Прва од ових турских династија била је Селџучка империја, која је ушла у област данас позната као Азербејџан до 1067.
Предтурско становништво које је живело на територији савременог Азербејџана говорило је неколико индоевропских и кавкаских језика, међу њима јерменски и ирански језик, староазербејџански, који је био постепено замењен турским језиком, раним претходником данашњег азербејџанског језика. Неки лингвисти су такође изјавили да тати дијалекти иранског Азербејџана и Републике Азербејџан, попут оних којима говоре Тати, потичу од старог азерског. Локално, поседима каснијег Селџучког царства владали су Елдигузиди, вазали селџучких султана, али понекад су и сами били дефакто владари. Под Селџуцима, локални песници као што су Низами Ганџави и Хакани својим радом довели су до процвата персијске књижевности на територији данашњег Азербејџана.
Локална династија Ширваншаха постала је вазална држава Тимуровог царства и помагала му је у рату са владаром Златне Хорде Тохтамишом . Након Тимурове смрти, настале су две независне и ривалске државе: Кара Коиунлу и Ак Коиунлу . Ширваншахови су се вратили, одржавајући током многих наредних векова висок степен аутономије као локални владари и вазали, као што су то чинили од 861. Године 1501. иранска династија Сафавида покорила је Ширваншахе и добила своје поседе. Током следећег века, Сафавиди су преобратили раније сунитско становништво у шиитски ислам, као што су учинили са становништвом данашњег Ирана. Сафавиди су дозволили Ширваншахима да остану на власти, под Сафавидским врховном влашћу, до 1538. године, када их је Сафавидски краљ Тахмасп I (р. 1524–1576) потпуно свргнуо и претворио ову област у Сафавидску провинцију Ширван. Сунитски Османлије су накратко успеле да заузму делове данашњег Азербејџана као резултат Османско-Сафавидског рата 1578–1590 ; до раног 17. века, збацио их је сафавидски ирански владар Абас I (р. 1588–1629). Након пропасти Сафавидског царства, Баку и његову околину су накратко окупирали Руси као последица руско-персијског рата 1722–1723 . Упркос кратким прекидима попут ових од стране суседних ривала Сафавидског Ирана, земља данашњег Азербејџана остала је под иранском влашћу од најраније појаве Сафавида до 19. века.

### Модерна историја
Након Сафавида, овим подручјем је владала иранска династија Афшарида. Након смрти Надер Шаха (р. 1736–1747), многи од његових бивших поданика искористили су ерупцију нестабилности. На том подручју су настали бројни самоуправни канати са различитим облицима аутономије. Владари ових каната били су директно повезани са владајућим династијама Ирана и били су вазали и поданици иранског шаха. Канати су вршили контролу над својим пословима преко међународних трговачких путева између Централне Азије и Запада.
Након тога, област је била под узастопном влашћу иранских Занда и Каџара. Од касног 18. века, царска Русија је прешла на агресивнији гео-политички став према своја два суседа и ривала на југу, наиме Ирану и Отоманском царству. Русија је сада активно покушавала да добије посед кавкаског региона који је највећим делом био у рукама Ирана. Године 1804. Руси су напали и опљачкали ирански град Ганџу, што је изазвало руско-персијски рат 1804–1813. Војно надмоћнији Руси су победом окончали Руско-персијски рат 1804–1813.
Након губитка Каџарског Ирана у рату 1804–1813, он је био приморан да уступи власт над већином каната, заједно са Грузијом и Дагестаном, Руском царству, према Гулистанском уговору.
Област северно од реке Арас, међу којом се налази и савремена Република Азербејџан, била је иранска територија све док је Русија није заузела у 19. веку. Отприлике деценију касније, кршећи Гулистански споразум, Руси су извршили инвазију на ирански Еривански канат. Ово је изазвало последњи налет непријатељстава између њих двоје, Руско-персијски рат 1826–1828. Резултирајући споразум из Туркменчаја, приморао је Каџарски Иран да уступи суверенитет над Ериванским канатом, Нахичиванским канатом и остатком Талишког каната који је обухватао последње делове тла савремене Азербејџанске Републике који су још увек били у иранским рукама. Након укључивања свих кавкаских територија од Ирана у састав Русије, нова граница између њих је постављена на реци Арас, која је након распада Совјетског Савеза постала део границе између Ирана и Републике Азербејџан.
Каџарски Иран је у 19. веку био принуђен да уступи своје кавкаске територије Русији, што је укључивало и територију данашње Азербејџанске Републике, док је као резултат те цесије азербејџанска етничка група данас подељена између два народа: Ирана и Азербејџан.
Упркос руском освајању, током читавог 19. века, заокупљеност иранском културом, књижевношћу и језиком остала је широко распрострањена међу шиитским и сунитским интелектуалцима у градовима Бакуу, Ганџи и Тифлису (Тбилиси, сада Грузија) под руском контролом. У истом веку, на источном Кавказу, који је држала Русија након Ирана, крајем 19. века појавио се азербејџански национални идентитет.
Након распада Руске империје током Првог светског рата, проглашена је краткотрајна Закавкаска Демократска Федеративна Република, која је обухватала данашње републике Азербејџан, Грузију и Јерменију. Уследили су масакри на мартовске дане који су се одиграли између 30. марта и 2. априла 1918. у граду Бакуу и суседним областима Бакуске губерније Руске империје. Када се република распала у мају 1918. године, водећа странка Мусават прогласила је независност као Азербејџанска Демократска Република (АДР), усвајајући назив „Азербејџан“ за нову републику; назив који се пре проглашења АДР-а користио искључиво за означавање суседног северозападног региона савременог Ирана. АДР је била прва модерна парламентарна република у муслиманском свету. Међу важним достигнућима парламента било је проширење права гласа на жене, чиме је Азербејџан постао прва муслиманска нација која је женама дала једнака политичка права са мушкарцима. Још једно значајно достигнуће АДР-а било је оснивање Државног универзитета у Бакуу, који је био први универзитет модерног типа основан на муслиманском истоку.
До марта 1920. било је очигледно да ће совјетска Русија напасти Баку. Владимир Лењин је рекао да је инвазија била оправдана јер Совјетска Русија није могла да преживи без нафте из Бакуа. Независни Азербејџан је трајао само 23 месеца док га бољшевичка 11. совјетска Црвена армија није напала, оснивајући Азербејџанску ССР 28. априла 1920. Иако је већина новоформиране азербејџанске војске била ангажована на гушењу јерменске побуне која је управо избила у Карабаху, Азербејџанци нису брзо или лако предали своју кратку независност из периода 1918-20. 20.000 азербејџанских војника је погинуло одупирући се ономе што је заправо представљало руско поновно освајање. У раном совјетском периоду који је уследио, настао је азербејџански национални идентитет.
Дана 13. октобра 1921. године, совјетске републике Русија, Јерменија, Азербејџан и Грузија потписале су споразум са Турском познат као Карски мир. Раније независна Република Арас би такође постала Нахичиванска Аутономна Совјетска Социјалистичка Република у оквиру Азербејџанске ССР уговором из Карса. С друге стране, Јерменија је добила регион Зангезур и Турска је пристала да врати Гјумри (тада познат као Александропољ).
Током Другог светског рата, Азербејџан је играо кључну улогу у стратешкој енергетској политици Совјетског Савеза, при чему је 80 одсто совјетске нафте за источном фронту снабдеван из Бакуа. Указом Врховног совјета СССР- а из фебруара 1942. године, залагање више од 500 радника и запослених у нафтној индустрији Азербејџана одликовало се орденима и медаљама. Операција Еделвајс коју је спровео немачки Вермахт била је усмерена на Баку због његовог значаја као енергетског (нафтног) изворишта важног за функционисање СССР-а. Петина свих Азербејџанаца борила се у Другом светском рату од 1941. до 1945. године. На фронт је отишло око 681.000 људи, од којих је преко 100.000 жена, док је укупан број становника Азербејџана био 3,4 милиона људи у то време. На фронту је убијено око 250.000 људи из Азербејџана. Више од 130 Азербејџанаца проглашено је за хероје Совјетског Савеза. Азербејџански генерал-мајор Ази Асланов је два пута одликован Херојем Совјетског Савеза.

### Независност
Након политике гласности коју је покренуо Михаил Горбачов, грађански немири и етнички сукоби су расли у различитим регионима Совјетског Савеза, укључујући Нагорно-Карабах, аутономну област Азербејџанске ССР. Немири у Азербејџану, као одговор на равнодушност Москве према већ загрејаном сукобу, резултирали су позивима на независност и отцепљење, што је кулминирало догађајима у црном јануару у Бакуу. Касније 1990. године, Врховни савет Азербејџанске ССР је избацио речи „совјетски социјалиста“ из наслова, усвојио „Декларацију о суверенитету Републике Азербејџан“ и вратио заставу Азербејџанске Демократске Републике као државну заставу. Као последица неуспелог покушаја совјетског државног удара 1991. у Москви, Врховни савет Азербејџана је 18. октобра 1991. усвојио Декларацију о независности, која је потврђена на националном референдуму у децембру 1991. године, док је Совјетски Савез званично престао да постоји. 26. децембра 1991. Земља сада слави свој Дан независности 18. октобра.
Први период азербејџанске независности обележен је Првим ратом у Нагорно-Карабаху са етничком јерменском већином области Нагорно-Карабаха коју је подржавала Јерменија. До краја сукоба 1994. године, Јермени су контролисали до 14–16 процената азербејџанске територије, укључујући и сам Нагорно-Карабах. Током рата почињена су многа зверства и погроми од стране обе зараћене стране, укључујући масакре у Малибејлију и Гушчулару, масакр у Гарадагли и масакри у Хоџалију, заједно са погромом у Бакуу, масакром у Мараги и погромом у Кировабаду. Штавише, процењује се да је око 30.000 људи убијено и више од милион људи је расељено, више од 800.000 Азербејџанаца и 300.000 Јермена. Четири резолуције Савета безбедности Уједињених нација (822, 853, 874 и 884) захтевају „хитно повлачење свих јерменских снага са свих окупираних територија Азербејџана“. Многи Руси и Јермени напустили су и побегли из Азербејџана као избеглице током 1990-их. Према попису из 1970. године, у Азербејџану је живело 510.000 етничких Руса и 484.000 Јермена.

### Породица Алијев, 1993–данас
Године 1993. демократски изабрани председник Абулфаз Елчибеј збачен је војном побуном коју је предводио пуковник Сурат Хусејнов, што је резултирало успоном на власт бившег лидера совјетског Азербејџана, Хејдара Алијева. Године 1994. Сурат Хусејнов, у то време премијер, покушао је још један војни удар против Хејдара Алијева, али је ухапшен и оптужен за издају. Годину дана касније, 1995. године, покушан је још један државни удар против Алијева, овог пута од стране команданта специјалне јединице ОМОН - а Ровшана Јавадова. Пуч је избегнут, што је резуловало убиством потоњег и распуштањем азербејџанских јединица ОМОН-а. У исто време, земља је била окаљана раширеном корупцијом у владајућој бирократији. У октобру 1998. Алијев је поново изабран. Упркос знатно побољшаном економском стању у зебљи, што је посебно остварено експлоатацијом нафтног поља Азери–Чираг–Гунешли и гасног поља Шах Дениз, Алијевов мандат је критикован због сумње на изборну превару, високог нивоа економске неједнакости и домаће корупције.
Илхам Алијев, син Хејдара Алијева, постао је председник странке Нови Азербејџан, као и председник Азербејџана када му је отац умро 2003. године. Поново је изабран на трећи председнички мандат у октобру 2013. године. У априлу 2018, председник Илхам Алијев је добио четврти узастопни мандат на изборима које су главне опозиционе странке бојкотовале као лажне. Дана 27. септембра 2020. настављени су нови сукоби у нерешеном сукобу у Нагорно-Карабаху дуж границе Нагорно-Карабаха. И оружане снаге Азербејџана и Јерменије пријавиле су војне и цивилне жртве. Споразум о прекиду ватре у Нагорно-Карабаху и завршетак шестонедељног рата између Азербејџана и Јерменије навелико су прослављени у Азербејџану, пошто су остварили значајне територијалне добити за Азербејџан. У септембру 2023. године, Азербејџан је започео офанзиву против отцепљене Републике Арцах у Нагорно-Карабаху која је резултирала распадом и реинтеграцијом Арцаха 1. јануара 2024, праћеном егзодусом скоро свих етничких Јермена из овог региона.

## Државно уређење
Азербејџан је република у чијем саставу се налази и Аутономна Република Нахчиван, као и Аутономна Област Нагорно-Карабах насељена претежно јерменским становништвом. Нагорно-Карабах се једнострано отцепио од Азербејџана и данас постоји као фактички независна држава, међутим, међународно непризната.

## Административна подела
Азербејџан се дели на 66 рејона (азер. rayonlar), 12 градова (азер. şəhərlər) и 1 аутономну републику (азер. muxtar respublika). Подела на рејоне потиче из времена Азербејџанске ССР.
Рејони се деле на општине, којих укупно има 2698. Два града, Баку и Ганџа, такође су подељени на рејоне.
Део територије Азербејџана је под контролом непризнате државе Нагорно-Карабах.

### Већи градови
Четири највећа града Азербејџана са приближним бројем становника:
- Баку (2.100.000)
- Ганџа (302.200)
- Сумгајит (299.000)
- Мингечевир (98.200)

## Становништво

### Језик
Службени језик Азербејџана је азерски језик. То је језик којим говори (95%) становника и припада туркијској групи, односно Огуз (јужнотуркиској) подгрупи језика (заједно са гагаушким, кримско-татарским, турским и туркменским ). Осим Републике Азербејџан и Дагестана (у Русији) где је азерски званичан језик, широко је распрострањен и на северу Ирана, као и у деловима источне Турске, Јерменије и Казахстана. Језик користи три писма: латиницу, ћирилицу и арапско писмо. Уредбом председника Азербејџана 9. август је проглашен за дан овог језика.
Други мањински језици у Азербејџану су руски и јерменски језик у Нагорно-Карабаху.
Најпознатији композитор који је писао и компоновао на азерском је Узеир Хаџибејли. Један од најистакнутијих савремених писаца на азерском језику је Мирза Казар.

### Религија
Слобода вероисповести у Азербејџану је гарантована уставом Азербејџана. Према званичним подацима муслимани чине између 93,4% и 96% становништва од чега су 85% шиити и 15% сунити. Хришћани чине између 3% и 4% становништва од којих највише има верника Руска православна црква и Јерменска апостолска црква (Нагорно-Карабах).

### Етничке групе
- Азери 8.172.000 (92%)
- Руси 119.000
- Јермени 120.000 (Нагорно-Карабах)

## Економија
Након стицања независности 1991. године, Азербејџан је постао члан Међународног монетарног фонда, Светске банке, Европске банке за обнову и развој, Исламске развојне банке и Азијске развојне банке. Банкарски систем Азербејџана састоји се од Централне банке Азербејџана, комерцијалних банака и небанкарских кредитних организација. Национална (сада Централна) банка је створена 1992. године на основу Државне штедионице Азербејџана, филијале бивше Државне штедионице СССР-а. Централна банка служи као централна банка Азербејџана, овлашћена да издаје националну валуту, азербејџански манат, и да надгледа све комерцијалне банке. Две велике комерцијалне банке су УниБанк и државна Међународна банка Азербејџана, коју води Абас Ибрахимов.
Подстакнута растом потрошње и тражње, стопа инфлације у К1 2007. достигла је 16,6%. Номинални приходи и месечне зараде порасли су за 29% и 25% респективно у односу на ову цифру, али је повећање цена у не-нафтној индустрији подстакло инфлацију. Азербејџан показује неке знаке такозване „ холандске болести “ због свог брзорастућег енергетског сектора, који изазива инфлацију и поскупљује извоз у другим гранама мимо енергетике.
Почетком 2000-их, хронично висока инфлација је стављена под контролу. Ово је довело до покретања нове валуте, новог азербејџанског маната, 1. јануара 2006. године, како би се учврстиле економске реформе и избрисали наслеђени остаци нестабилне економије. До 2012. БДП Азербејџана је порастао 20 пута у односу на ниво из 1995. године.